# 東普萊森頓 (加利福尼亞州)
東普萊森頓（英語：East Pleasanton）是位於美國加利福尼亞州阿拉米達縣的一個非建制地區。該地的面積和人口皆未知。

## 地理
東普萊森頓的座標為37°40′25″N 121°49′48″W / 37.67361°N 121.83000°W，而該地的平均海拔高度為117米（即384英尺）。